# Syllitus araucariae
Syllitus araucariae là một loài bọ cánh cứng trong họ Cerambycidae.